# Amata sovinskiji
Amata sovinskiji är en fjärilsart som beskrevs av Obraztsov 1966. Amata sovinskiji ingår i släktet Amata och familjen björnspinnare. Inga underarter finns listade i Catalogue of Life.